# Lazăr Puhalo

IPS Lazăr Puhalo

Înalt Prea Sfințitul Lazăr Puhalo, pe numele de mirean Lev Puhalo (născut la 12 ianuarie 1941) este Arhiepiscop de Ottawa al Bisericii Ortodoxe din America și fondator al Mănăstirii cu hramul Tuturor Sfinților din Canada.

IPS Lazăr Puhalo

## Cronologie
1968 - Vizitînd Muntele Athos, Lev Puhalo și Vasile Novakșonov se pun de acord asupra fondării unei mănăstiri ortodoxe în Canada. Încurajați de sfaturile a cîțiva călugari de la Sfîntul Munte Athos, cei doi se apucă de treabă. Pornesc totul într-o colibă lipsită pînă și de podea, undeva la est de Rosedale BC. Între timp, pentru a-și duce la capăt atît misionariatul cît și proiectul mănăstirii, Vasile își continuă munca la o bibliotecă.
1969 noiembrie - Jumătate din suprafața de pămînt a colibei e acoperită cu o platformă confecționată din resturi de cherestea.
1969 - ’70 - Proasta amenajare a barăcii se face simțită. Iarna rece și umedă pătrunde prin crăpăturile acoperișului și ale pereților. Partea fără podea era ocupată de bucătărie, în care piesele de rezistență erau un cuptor Coleman și o cișmea cu apă rece.
- Începe era traducerilor de texte. Se tipăresc astfel Viața Sf. Teofil cel nebun pentru Hristos din lavra peșterilor Kievului, Viața Sfintei Xenia din St. Petersburg (publicată la Jordanville) și fragmente din Istoria Încoronării Imperiale Rusești pentru Comitetul Tineretului Ortodox Rus.
1970 - mănăstirea găzduiește un simpozion intitulat „Voci Uitate - Femeile în perioada de început a Bisericii”.
1972 - Lev este tuns diacon în Biserica Ortodoxă Rusă din Exil.
1973 - Diaconul Lev primește o parohie în Statele Unite. 
Este fondată „Synaxis Press”; începe publicarea „Pelerinului Ortodox Canadian”
1974 - este publicată prima ediție a revistei teologice „Synaxis”. 
Diaconul Lev trage o conductă de apă rece dintr-un izvor de munte către mănăstire.
1976 - diaconul Lev pornește într-o serie de călătorii ținînd predici prin care se adresează în special tinerilor. În acestă perioadă se apropie de cei cărora le vine greu să ajungă la biserică din numeroase motive. Parcurge peste 16 000 de kilometri într-un an pentru a ajunge la cei izolați sau cei care pur și simplu au nevoie de un cuvânt de folos.
1981, martie - Episcopul Irineu de New Gracanica îl hirotonisește preot al Parohiei Sf. Tihon cu numele de Lazăr. Ulterior părintele Lazăr îl botează pe Vasile cu numele de Varlaam.
1983 - Părintele Lazăr se oferă să ajute un grup de sîrbi să fondeze o parohie în Los Angeles cu slujbe ținute în limba slavonă și engleză.
- fratele Lazăr este rugat să ajute și la fondarea Seminarului Ortodox Sîrb Sf. Sava pentru Mitropolia New Gracanica. Mitropolitul Irineu îl hirotonisește pe călugărul Varlaam la preoția parohiei. Fratele Lazăr rămâne acolo timp de 3 ani.
1984 - Postul Sfintei Marii - Bucuria Canadei a fost ținut pentru prima dată cînd Mitropolitul Irineu de New Gracanica a oferit mănăstirii o icoană mică a Sfintei Marii, ca binecuvîntare.

Icoana Sfînta Maria - Bucuria Canadei

Se mută la mănăstire de la parohia Părintelui Lazăr din Los Angeles, convertitul Macarie Armstrong (actualul Ieromonah Moses). 
1985 - Parohia Sf. Nicolae din Langley BC, a apelat la mănăstire pentru ajutor și pentru un preot și astfel devine a doua parohie ortodoxă de limbă engleză din vestul Canadei.
- datorită faptului că lumînările din ceară de albine se găseau foarte greu în zonă, fratele Varlaam construiește o mică fabrică pentru a produce lumînări din ceară pură pentru parohii și pentru mănăstire.
1990 - Părintele Lazăr este hirotonit Episcop in Biserica Ortodoxa Sfantul Nicolae din Orasul Mediolanum de catre I.P.S. Mitropolit Evloghios Hessler, "Stâlp, mărturie și candelă aprinsă ale Ortodoxiei din Italia" 
1991, noiembrie - după îndelungi căutări, se găsește un teren pentru mănăstire, unde se află și astăzi.
Proprietatea este numită New Ostrog iar fabrica de lumînări funcționează sub binecuvîntarea Sf. Vasile de Ostrog.
- mănăstirea trece sub jurisdicția Bisericii Ortodoxe de Aquileia. Mitropolitul Evloghios îl ridică pe Pr. Lazăr la gradul de Arhiepiscop iar Părintele Varlaam Novakșonov devine Episcop al Vancouverului.
2003 - Mănăstirea este primită în sînul Bisericii Ortodoxe Americane (OCA). Deși pensionat din cauza bolii și deci scutit de datoriile ierarhice active Arhiepiscopul Lazăr se află în continuare în slujba Bisericii Ortodoxe Americane.
Începînd cu anul 2003 Arhiepiscopul Lazăr Puhalo sosește în România unde susține, timp de aproape 1 lună, o serie de conferințe ortodoxe în orașe precum: Oradea, Craiova, București, Timișoara, Constanța, Alba Iulia, etc.
Despre IPS Lazăr Puhalo teologul Macarie Ivanov scria:
„Arhiepiscopul Lazar Puhalo este fără îndoială unul din cei mai importanți teologi ai Bisericii Ortodoxe contemporane. Este cel mai renumit teolog ortodox din Canada.
Privind la cele peste patruzeci și cinci de cărți pe care le-a scris Arhiepiscopul Lazar, rămînem uimiți de varietatea subiectelor pe care le tratează și de cultura sa. Decanul Chaterjee al Catedrei de Filozofie vorbea adesea despre Arhiepiscopul Lazar ca despre „ultimul om autentic al Renașterii” datorită intereselor felurite și profunzimii de care dă dovadă. Arhiepiscopul ține cu regularitate cursuri despre filozofia fizicii cuantice, este foarte priceput în istoria medicinii, predă un curs despre filozofia pre-socratică și unul despre existențialism. A scris nenumărate cărți despre istoria medicinii, eshatologia ortodoxă, ortodoxie și fizica modernă, despre existențialismul creștin ortodox și cîteva cărți pentru copii.
S-a pensionat ca Arhiepiscop de Ottawa în Biserica Ortodoxă din America, este de asemenea ctitor și stareț al mînăstirii Noul Ostrog în British Columbia și un duhovnic iscusit.
Și-a început studiile universitare ca student la fizică la Universitatea British Columbia, a continuat la Universitatea Alberta și la Institutul Warburg în cadrul Universității din Londra, în Marea Britanie, unde a studiat filozofia și istoria Bizanțului. A studiat teologia cu Pr. Dr. Ioan Romanides și cu Pr. Dr. Michael Azkoul, teologul libanez. Arhiepiscopul este ucenicul Mitropolitului de Kiev, Antonie Khrapovitsky, ale cărui lucrări le-a tradus în limba engleză. 
Deși canadian prin naștere, Arhipiscopul Lazar (botezat cu numele Sf. Lazar de Kosovo) este pe deplin conștient de descendența sa sîrbă.”

## Scrieri în limba română
- Căile ortodoxiei contemporane, editura Eikon, Cluj 2003.
- Sufletul, trupul și moartea, editura Eikon, Cluj 2005.
- Taina omului și Taina Cununiei, Editura Theosis 2012.
- Dovada lucrurilor nevăzute. Ortodoxia și fizica modernă, Editura Theosis 2015.

## Scrieri în limba engleză
- The Soul, the Body, and Death
- The Creation and Fall
- The Ikon as Scripture
- The Evidence of Things Not Seen
- The Scriptural and Spiritual Meaning of the Orthodox Christian Fasts
- Innokenty of Alaska
- Great Fathers of the Church
- On Orthodox Christian Systematic Prayer
- On the Nature of Heaven and Hell According to the Holy Fathers
- On the Commemoration of the Dead
- The Mystery of Love and Marriage
- On the Baptism of Infants
- The Veneration of the Theotokos
- The Saints of the Church
- On Angels
- On Evil Spirits
- The Scriptural and Spiritual Meaning of Orthodox Christian Monasticism
- Sacraments or Holy Mysteries?
- The Most Holy Theotokos
- Akathist Hymn for the Theotokos "Joy of Canada"
- Twelve Great Feast Days

## Scrieri despre IPS Lazăr Puhalo
- Pentru o cultură a iubirii jertfelnice: Teo-antropologia Arhiepiscopului Lazăr Puhalo - Andrew Sopko, editura Eikon, Cluj 2004.

## Articole în limba română ale IPS Lazăr Puhalo
- Site-ul românesc al IPS Lazar Puhalo
- IPS Teofan și IPS Lazar Puhalo - Cuvinte de folos 1
- IPS Lazar Puhalo - Cuvinte de folos 2[nefuncțională]
- IPS Lazar Puhalo - Interviu la Radio Renasterea Alba Iulia

## Interviu cu IPS Lazăr Puhalo
- Interviu cu IPS Lazăr Puhalo